# Infiniti Pro Series 2004
De Infiniti Pro Series 2004 was het negentiende kampioenschap van de Indy Lights.

## Teams en rijders
Alle teams reden met een Dallara IPS-chassis en met een 3.5 L Infiniti V8-motor.
| Team                             | Nr | Rijder              | Sponsor(s)                                                 | Opmerkingen                                                                            |
| -------------------------------- | -- | ------------------- | ---------------------------------------------------------- | -------------------------------------------------------------------------------------- |
| Keith Duesenberg Racing          | 2  | Al Unser III        | Western Union Speed Team                                   | Reed in Kansas, Nashville, Milwaukee, Michigan, Kentucky, Pikes Peak, Chicago en Texas |
| Keith Duesenberg Racing          | 2  | Philip Giebler      | Western Union Speed Team                                   | Reed de eerste drie races en in Californië                                             |
| Keith Duesenberg Racing          | 22 | Philip Giebler      | Western Union Speed Team                                   | Reed in Michigan, Kentucky en Pikes Peak                                               |
| Keith Duesenberg Racing          | 22 | Ross Fonferko       | Western Union Speed Team                                   | Reed alleen in Nashville                                                               |
| Keith Duesenberg Racing          | 22 | P.J. Abbott         |                                                            | Reed alleen in Texas                                                                   |
| Brian Stewart Racing             | 3  | Jesse Mason         | Segway Human Transportation / Pure Pendulum Putting System | Reed de eerste tien races                                                              |
| Brian Stewart Racing             | 3  | Marty Roth          |                                                            | Reed alleen in Californië                                                              |
| Brian Stewart Racing             | 3  | Ryan Hampton        | Bush-Cheney '04                                            | Reed alleen in Texas                                                                   |
| Brian Stewart Racing             | 33 | Tony Turco          |                                                            | Reed alleen in Homestead                                                               |
| Brian Stewart Racing             | 33 | Leonardo Maia       | Skip Barber Racing School                                  | Reed alleen niet in Homestead                                                          |
| Roth Racing                      | 4  | Marty Roth          |                                                            | Reed de eerste drie races                                                              |
| Sam Schmidt Motorsports          | 5  | Arie Luyendyk jr.   | Active Intl. / Cycle Country / Provimi Veal                | Reed de eerste zeven races                                                             |
| Sam Schmidt Motorsports          | 5  | Travis Gregg        | AVS                                                        | Reed in Kentucky, Chicago en Texas                                                     |
| Sam Schmidt Motorsports          | 5  | Racer Kashima       |                                                            | Reed alleen in Californië                                                              |
| Sam Schmidt Motorsports          | 11 | Thiago Medeiros     | Dreyer & Reinbold Infiniti                                 |                                                                                        |
| Sam Schmidt Motorsports          | 64 | Brad Pollard        | XBOX                                                       | Reed in Kansas, Nashville en Milwaukee                                                 |
| Sam Schmidt Motorsports          | 64 | Scott Mayer         | QPS Staffing                                               | Reed in Chicago en Texas                                                               |
| Sam Schmidt Motorsports          | 64 | P.J. Abbott         |                                                            | Reed alleen in Californië                                                              |
| Racing Professionals             | 6  | Jon Herb            | Aercon                                                     | Reed in Indianapolis, Californië en Texas                                              |
| Roquin Motorsports               | 9  | Matt Beardsley      |                                                            | Reed alleen in Pikes Peak                                                              |
| Roquin Motorsports               | 10 | Rolando Quintanilla |                                                            | Reed alleen niet in Milwaukee                                                          |
| Roquin Motorsports               | 21 | Taylor Fletcher     |                                                            | Reed alleen in Indianapolis. De auto werd later gerund door Bullet-Team Motorsports    |
| Beardsley Motorsports            | 12 | Matt Beardsley      | Jugular Energy Drink / Land Title                          | Reed de eerste drie races                                                              |
| A.J. Foyt Enterprises            | 14 | Jeff Simmons        | Futaba                                                     | Reed alleen in Indianapolis                                                            |
| Bullet-Team Motorsports          | 21 | Taylor Fletcher     | World Vision / Olive Crest Foundation                      | Reed in Chicago en Californië                                                          |
| Kenn Hardley Racing              | 24 | Brad Pollard        | XBOX                                                       | Reed de eerste drie races                                                              |
| Kenn Hardley Racing              | 24 | Jeff Simmons        |                                                            | Reed de laatste drie races                                                             |
| Kenn Hardley Racing              | 24 | Billy Roe           |                                                            | Reed in Kansas, Nashville, Milwaukee, Michigan en Kentucky                             |
| Kenn Hardley Racing              | 42 | Billy Roe           | XBOX                                                       | Reed in Phoenix en Indianapolis                                                        |
| AFS Racing                       | 25 | Jay Drake           | Vital Express                                              | Reed alleen in Indianapolis                                                            |
| AFS Racing                       | 25 | Arie Luyendyk jr.   | Automatic Fire Sprinklers, Inc.                            | Reed de laatste drie races                                                             |
| AFS Racing                       | 27 | Arie Luyendyk jr.   | Automatic Fire Sprinklers, Inc.                            | Reed in Kentucky en Pikes Peak                                                         |
| AFS Racing                       | 27 | Gary Peterson       | Automatic Fire Sprinklers, Inc.                            | Reed in Phoenix, Indianapolis, Michigan, Chicago, Californië en Texas                  |
| Monunn Racing                    | 67 | James Chesson       | Pioneer                                                    | Reed de laatste drie races                                                             |
| Monunn Racing                    | 76 | P.J. Chesson        | Pioneer                                                    | Reed in Kansas en daarna alle overige races                                            |
| Hemelgarn 91/Johnson Motorsports | 91 | Paul Dana           | Ethanol                                                    |                                                                                        |
| Hemelgarn 91/Johnson Motorsports | 92 | Cory Witherill      |                                                            | Reed in Indianapolis en Chicago                                                        |

## Races
| Race | Datum        | Race Naam                      | Circuit                          | Locatie           |
| ---- | ------------ | ------------------------------ | -------------------------------- | ----------------- |
| 1    | 29 Februari  | Miami 100                      | Homestead-Miami Speedway         | Homestead, FL     |
| 2    | 20 Maart     | Phoenix 100                    | Phoenix International Raceway    | Phoenix, AZ       |
| 3    | 22 Mei       | Futaba Freedom 100             | Indianapolis Motor Speedway      | Speedway, IN      |
| 4    | 3 Juli       | Aventis Racing for Kids 100    | Kansas Speedway                  | Kansas, KS        |
| 5    | 17 Juli      | Cleanevent 100                 | Nashville Superspeedway          | Wilson County, TN |
| 6    | 25 Juli      | Milwaukee 100                  | Milwaukee Mile                   | West Allis, WI    |
| 7    | 1 Augustus   | Paramount Health Insurance 100 | Michigan International Speedway  | Brooklyn, MI      |
| 8    | 14 Augustus  | Bluegrass 100                  | Kentucky Speedway                | Sparta, KY        |
| 9    | 22 Augustus  | Pikes Peak 100                 | Pikes Peak International Raceway | Fountain, CO      |
| 10   | 11 September | Chicagoland 100                | Chicagoland Speedway             | Joliet, IL        |
| 11   | 2 Oktober    | California 100                 | California Speedway              | Fontana, CA       |
| 12   | 16 Oktober   | Firestone 100                  | Texas Motor Speedway             | Fort Worth, TX    |

## Race resultaten
| Race | Race Naam    | Pole positie    | Snelste ronde   | Meeste ronden aan de leiding | Winnende rijder | Winnende team                    |
| ---- | ------------ | --------------- | --------------- | ---------------------------- | --------------- | -------------------------------- |
| 1    | Homestead    | Paul Dana       | Thiago Medeiros | Thiago Medeiros              | Philip Giebler  | Keith Deusenberg Racing          |
| 2    | Phoenix      | Thiago Medeiros | Thiago Medeiros | Thiago Medeiros              | Thiago Medeiros | Sam Schmidt Motorsports          |
| 3    | Indianapolis | Thiago Medeiros | Thiago Medeiros | Thiago Medeiros              | Thiago Medeiros | Sam Schmidt Motorsports          |
| 4    | Kansas       | Thiago Medeiros | Al Unser III    | Thiago Medeiros              | Thiago Medeiros | Sam Schmidt Motorsports          |
| 5    | Nashville    | Thiago Medeiros | Paul Dana       | Thiago Medeiros              | Thiago Medeiros | Sam Schmidt Motorsports          |
| 6    | Milwaukee    | Thiago Medeiros | Thiago Medeiros | Thiago Medeiros              | Paul Dana       | Hemelgarn 91/Johnson Motorsports |
| 7    | Michigan     | Alfred Unser    | Alfred Unser    | Thiago Medeiros              | P.J. Chesson    | Mo Nunn Racing                   |
| 8    | Kentucky     | Travis Gregg    | Philip Giebler  | Travis Gregg                 | P.J. Chesson    | Mo Nunn Racing                   |
| 9    | Pikes Peak   | Jeff Simmons    | Paul Dana       | Paul Dana                    | P.J. Chesson    | Mo Nunn Racing                   |
| 10   | Chicagoland  | Thiago Medeiros | Travis Gregg    | Thiago Medeiros              | Thiago Medeiros | Sam Schmidt Motorsports          |
| 11   | California   | Thiago Medeiros | James Chesson   | Thiago Medeiros              | James Chesson   | Mo Nunn Racing                   |
| 12   | Texas        | Thiago Medeiros | P.J. Chesson    | Thiago Medeiros              | Thiago Medeiros | Sam Schmidt Motorsports          |

## Uitslagen
| Pos | Rijder              | HMS | PHX | INDY | KAN | NSH | MIL | MIC | KTY | PIK | CHI | FON | TXS | Punten |
| --- | ------------------- | --- | --- | ---- | --- | --- | --- | --- | --- | --- | --- | --- | --- | ------ |
| 1   | Thiago Medeiros     | 2*  | 1*  | 1*   | 1*  | 1*  | 6*  | 2*  | 6   | 3   | 1*  | 9*  | 1*  | 513    |
| 2   | Paul Dana           | 8   | 5   | 10   | 2   | 2   | 1   | 4   | 2   | 2*  | 8   | 12  | 11  | 379    |
| 3   | Arie Luyendyk jr.   | 9   | 2   | 3    | 7   | 11  | 9   | 8   | 4   | 5   | 4   | 14  | 4   | 330    |
| 4   | P.J. Chesson        |     |     |      | 8   | 6   | 2   | 1   | 1   | 1   | 5   | 2   | 5   | 317    |
| 5   | Leonardo Maia       |     | 3   | 6    | 10  | 10  | 7   | 7   | 3   | 7   | 7   | 4   | 12  | 292    |
| 6   | Jesse Mason         | 3   | 4   | 15   | 6   | 3   | 4   | 6   | 8   | 4   | 9   |     |     | 283    |
| 7   | Rolando Quintanilla | 6   | 6   | 14   | 4   | 9   |     | DNS | 7   | 11  | 10  | 5   | 8   | 264    |
| 8   | Al Unser III        |     |     |      | 3   | 5   | 3   | 3   | 11  | 6   | 3   |     | 3   | 252    |
| 9   | Philip Giebler      | 1   | 7   | 5    |     |     |     | 5   | 10  | 8   |     | 3   |     | 215    |
| 10  | Billy Roe           |     | 9   | 9    | 9   | 4   | 8   | 10  | 9   |     |     |     |     | 164    |
| 11  | Brad Pollard        | 5   | 11  | 11   | 5   | 8   | 5   |     |     |     |     |     |     | 152    |
| 12  | Jeff Simmons        |     |     | 2    |     |     |     |     |     | 9   | 2   | 10  | 6   | 150    |
| 13  | Gary Peterson       |     | 12  | 13   |     |     |     | 9   |     |     | 14  | 8   | 15  | 112    |
| 14  | James Chesson       |     |     |      |     |     |     |     |     |     | 6   | 1   | 13  | 95     |
| 15  | Travis Gregg        |     |     |      |     |     |     |     | 5*  |     | 13  |     | 2   | 89     |
| 16  | Matt Beardsley      | 10  | 8   | 8    |     |     |     |     |     | 10  |     |     |     | 88     |
| 17  | Marty Roth          | 7   | 10  | 16   |     |     |     |     |     |     |     | 11  |     | 79     |
| 18  | Jon Herb            |     |     | 17   |     |     |     |     |     |     |     | 6   | 7   | 67     |
| 19  | Taylor Fletcher     |     |     | 12   |     |     |     |     |     |     | 11  | DNS |     | 52     |
| 20  | P.J. Abbott         |     |     |      |     |     |     |     |     |     |     | 7   | 9   | 48     |
| 21  | Cory Witherill      |     |     | 7    |     |     |     |     |     |     | 15  |     |     | 41     |
| 22  | Scott Mayer         |     |     |      |     |     |     |     |     |     | 12  |     | 10  | 38     |
| 23  | Jay Drake           |     |     | 4    |     |     |     |     |     |     |     |     |     | 32     |
| 23  | Tony Turco          | 4   |     |      |     |     |     |     |     |     |     |     |     | 32     |
| 25  | Ross Fonferko       |     |     |      |     | 7   |     |     |     |     |     |     |     | 26     |
| 26  | Racer Kashima       |     |     |      |     |     |     |     |     |     |     | 13  |     | 17     |
| 27  | Ryan Hampton        |     |     |      |     |     |     |     |     |     |     |     | 14  | 16     |
| Pos | Rijder              | HMS | PHX | INDY | KAN | NSH | MIL | MIC | KTY | PIK | CHI | FON | TXS | Punten |

| Kleur       | Resultaat                       |
| ----------- | ------------------------------- |
| Goud        | Winnaar                         |
| Zilver      | 2de plaats                      |
| Brons       | 3de plaats                      |
| Groen       | 4de en 5de plaats               |
| Lichtblauw  | 6de–10de plaats                 |
| Donkerblauw | Gefinisht (buiten de Top 10)    |
| Paars       | Niet gefinisht                  |
| Rood        | Niet gekwalificeerd (DNQ)       |
| Bruin       | Teruggetrokken (Wth)            |
| Zwart       | Gediskwalificeerd (DSQ)         |
| Wit         | Niet Gestart (DNS)              |
| Blank       | Nam geen deel aan de race (DNP) |
| Blank       | Niet geracet                    |

| Toegevoegde info    |                                                      |
| vet                 | Pole positie (1 punt)                                |
| cursief             | Snelste ronde                                        |
| *                   | Meeste ronden aan de leiding (2 punten)              |
| 1                   | Kwalificatie geannuleerd geen bonuspunten uitgedeeld |
| Rookie van het Jaar |                                                      |
| Rookie              |                                                      |

| Kleur       | Resultaat                       |
| ----------- | ------------------------------- |
| Goud        | Winnaar                         |
| Zilver      | 2de plaats                      |
| Brons       | 3de plaats                      |
| Groen       | 4de en 5de plaats               |
| Lichtblauw  | 6de–10de plaats                 |
| Donkerblauw | Gefinisht (buiten de Top 10)    |
| Paars       | Niet gefinisht                  |
| Rood        | Niet gekwalificeerd (DNQ)       |
| Bruin       | Teruggetrokken (Wth)            |
| Zwart       | Gediskwalificeerd (DSQ)         |
| Wit         | Niet Gestart (DNS)              |
| Blank       | Nam geen deel aan de race (DNP) |
| Blank       | Niet geracet                    |

| Toegevoegde info    |                                                      |
| vet                 | Pole positie (1 punt)                                |
| cursief             | Snelste ronde                                        |
| *                   | Meeste ronden aan de leiding (2 punten)              |
| 1                   | Kwalificatie geannuleerd geen bonuspunten uitgedeeld |
| Rookie van het Jaar |                                                      |
| Rookie              |                                                      |

| Positie | 1  | 2  | 3  | 4  | 5  | 6  | 7  | 8  | 9  | 10 | 11 | 12 | 13 | 14 | 15 | 16 | 17 | 18 | 19 | 20 | 21 | 22 | 23 | 24 | 25 | 26 | 27 | 28 | 29 | 30 | 31 | 32 | 33 |
| ------- | -- | -- | -- | -- | -- | -- | -- | -- | -- | -- | -- | -- | -- | -- | -- | -- | -- | -- | -- | -- | -- | -- | -- | -- | -- | -- | -- | -- | -- | -- | -- | -- | -- |
| Punten  | 50 | 40 | 35 | 32 | 30 | 28 | 26 | 24 | 22 | 20 | 19 | 18 | 17 | 16 | 15 | 14 | 13 | 12 | 11 | 10 | 9  | 8  | 7  | 6  | 5  | 4  | 3  | 3  | 3  | 3  | 3  | 3  | 3  |

1986 ·
1987 ·
1988 ·
1989 ·
1990 ·
1991 ·
1992 ·
1993 ·
1994 ·
1995 ·
1996 ·
1997 · 
1998 ·
1999 ·
2000 ·
2001 ·
2002 ·
2003 ·
2004 ·
2005 ·
2006 ·
2007 ·
2008 ·
2009 ·
2010 ·
2011 ·
2012 ·
2013 ·
2014 ·
2015 ·
2016 ·
2017 ·
2018 ·
2019 ·
2020 ·
2021 ·
2022 ·
2023 ·
2024 ·
2025

Lijst van coureurs